# Јованка Стојчиновић Николић
Јованка Стојчиновић Николић (Ритешић, 1952) је српски пјесник из Добоја, Република Српска.

## Биографија
Стојчиновић Николић је завршила гимназију у Добоју, Вишу педагошку академију у Тузли а студије физичке културе у Сарајеву. Просвјетни је радник у Средњошколском центру у Добоју, а од 1998. директор је Центра за културу и образовање у Добоју. Предсједник је Удружења књижевника Републике Српске. Добитник је бројних награда и признања. Пјесме Јованка Стојчиновић-Николић су превођене на енглески, руски, румунски, македонски и словачки језик.

## Награде и признања
- Награда Драгојло Дудић
- Награда Шушњар
- Награда Кочићево перо
- Награда Милан Лалић
- Награда Кондир Косовке девојке, 2012.